# اپنبرون
اپنبرون (به آلمانی: Eppenbrunn) یک شهر در آلمان است که در زودوستپفالتس واقع شده‌است. اپنبرون ۱٬۴۸۸ نفر جمعیت دارد.